# Hr.Ms. MTB 418 (1943)
De Hr.Ms. MTB 418 was een Nederlandse motorkanonneerboot en was onderdeel van het 2de MTB-flottielje van de Nederlandse motortorpedobootdienst. Ander schepen van dit 2de MTB-flottielje waren de MTB 432, MTB 433, MTB 436 en MTB 437. In tegenstelling tot de schepen van het 9de MTB-flottielje kregen de schepen van het 2de MTB-flottielje geen namen van roofvogels. De waarschijnlijke oorzaak hiervan is dat voor het aanduiden van de schepen van het 9de flottielje alleen de naamseinen werden gebruikt.
De MTB 418 werd tijdens de Tweede Wereldoorlog overgenomen van de Britse marine. Bij de Britse marine was de MTB 418 onderdeel van het Britse 2de MTB-flottielje dat in zijn geheel werd overgenomen door de Nederlandse marine. Daarvoor maakte de MTB 418 onderdeel uit van het Britse 9de MGB-flottielje als MGB 418.
De motorkanonneerboten van het Britse 9de MGB-flottielje zouden worden omgebouwd tot motortorpedoboten. Het ombouwen van motorkanonneerboten naar motortorpedoboten en omgekeerd gebeurde veelvuldig tijdens de Tweede Wereldoorlog. Omdat er al een 9de MTB-flottielje, namelijk het andere Nederlandse MTB-flottielje werd het flottielje hernoemd tot het 2de MTB-flottielje. De ombouw van de schepen van het 2de MTB-flottielje heeft echter nooit plaatsgevonden, niet in Britse dienst en ook niet in Nederlandse dienst.
Na de uitdienststelling van het schip in 1945 werd het teruggegeven aan de Britse marine.